# 4254 Kamél
4254 Kamél eller 1985 UT3 är en asteroid i huvudbältet som upptäcktes den 24 oktober 1985 av den svenske astronomen Claes-Ingvar Lagerkvist vid Kvistabergs observatorium. Den är uppkallad efter den svenske astronomen Lars Kamél.
Asteroiden har en diameter på ungefär 9 kilometer och den tillhör asteroidgruppen Eunomia.